# 프란츠 1세
프란츠 1세(독일어: Franz I. Stephan von Lothringen, 1708년 12월 8일 ~ 1765년 8월 18일)는 신성 로마 제국의 황제(재위 1745년~1765년)이자 로트링겐 공(재위 1729년~1737년)이며, 토스카나 대공(재위 1737년~1765년)이다. 마리아 테레지아의 남편이며, 그녀와의 혼인으로 제위에 오르지만 자신의 로렌 공국은 프랑스에 양보하게 되었다. 아내와의 사이에 요제프 2세, 레오폴트 2세, 마리 앙투아네트 등 16명의 아이들(남자 5명, 여자 11명)이 태어났다.

## 생애

### 어린 시절
프랑수아 에티엔(François Étienne)은 로렌의 낭시에서 레오폴 1세 드 로렌 공작와 프랑스 필리프 1세 도를레앙 공작의 딸 엘리자베트 샤를로트의 차남으로 태어났다. 할머니 엘레노르는 신성 로마 제국 황제 페르디난트 3세의 딸이었다.
그의 집안은 부계로도 근친혼이었는데 증조부 로렌 공작 니콜라프랑수아와 증조모 클로드프랑수아즈는 4촌간이었다. 멀게는 부계쪽으로 거슬러 올라가면 루이 2세의 딸 에르망가르트와 파리의 게르하르트 백작의 부인 로트루드를 통해 샤를마뉴 대제와 카롤루스 마르텔의 후손이 된다.
형인 레오폴클레망(Léopold-Clément de Lorraine)이 요절하자 죽은 형을 대신하여 후계자가 된다. 자연과학에 흥미가 있어 독학으로 상당한 수준에 올랐지만 독해나 작문, 라틴어에는 별로 흥미가 없어서 아버지에게 타박을 받았다. 젊은 시절 오스트리아로 유학을 가 신성 로마 제국의 황제이자 오스트리아 대공 카를 6세의 딸 마리아 테레지아와 만나 연애하게 되어 양가의 허락을 얻어 약혼하게 된다. 천성이 활발하고 친화력이 있으며 이때문에 1723년 마리아 테레지아와의 약혼을 맺기위해 오스트리아로 가 마중나온 카를 6세로부터 호감을 얻었다. 1729년 아버지 레오폴드가 사망하자 로렌과 테센 공작 프랑수아 3세 에티엔이 된다.

### 마리아 테레지아와의 결혼
1736년 2월 12일에 프란츠 슈테판과 마리아 테레지아는 결혼식을 올렸다. 당시 왕실에서는 이례적이었던 연애 결혼으로, 프란츠는 명문 가문인 합스부르크 가와 혈연 관계가 되었다(이후 합스부르크 가는 합스부르크-로트링겐 가로 명칭이 바뀌게 된다). 결혼 후 그는 영지인 로트링겐으로 돌아가지 않고 계속 오스트리아 궁전에 머물게 된다. 그러나 그 때문에 주변 나라로부터 심한 반발이 생겨나고 오스트리아가 폴란드 왕위 계승 전쟁에 베팅 왕가 편을 들었기에 결국 전후 처리로 프랑스에 고국인 로트링겐 공국(오늘날 프랑스 영토인 로렌 지방)을 양보한다. 로트링겐 공국은 루이 15세의 사돈인 전 폴란드 왕 스타니슬라우스 레시치니스키가 다스리면서 여생을 보낸 후, 프랑스 왕국에 병합된다. 폴란드를 획득하지 못한 그는 분노와 절망 때문에 펜을 세번이나 떨어트렸고 어머니로부터 심한 반발까지 받았다. 이후 프란츠는 메디치 가의 혈통이 단절되어 공석이 된 토스카나 대공직을 계승했으나 태어나 자란 프랑스의 로렌보다 꿩 대신 닭으로 주어진 토스카나 대공국을 얻게 되자 토스카나 대공국과 관련이 많은 사르데냐 공국에게 넘겨버리는 것을 고심할 정도로 토스카나 대공국을 매우 싫어했고 대부분의 업무를 대리인인 크라웅 공작에게 맡기는 등 토스카나인들로에게 심한 반발만 들었으며 마리아 테레지아와의 결혼 생활도 순탄치가 않았다. 궁중 법도에 따라서 극장에 들어갈 때에도 항상 격하되어 두 번째 자리에 만족해야 했으며 오스트리아 궁정 사람들로부터 마리아의 하수인으로 취급받을 뿐만 아니라 전하라는 호칭까지 듣지 못했다. 또한 죽을 때까지 독일어를 배우지 않고 계속 프랑스어를 사용하는등 오스트리아 시민들로부터 오스트리아인이라고 인정받지 못했고 프랑스인이라면서 차별을 받았으며 결혼 이후 마리아가 연달아 딸을 세명이나 낳아 전부 프란츠 탓으로 돌려 결국 아들 요제프 2세가 태어나기까지 온갖 수모를 받는다. 또한 1740년에 장인인 카를 6세가 승하하면서 일어난 오스트리아 왕위 계승 전쟁 당시 마리아가 오스트리아 대공과 헝가리 여왕에 즉위했음에도 부군 자격을 얻지 못했고 헝가리 여왕 대관식에도 마차에서 아내의 대관식을 지켜봐야 했다.

### 명목상의 신성로마제국의 황제
왕후 마리아 테레지아는 오스트리아의 계승권을 요구하는 각지의 제후들과의 전쟁에서 승리하였고 1745년 그는 신성 로마 제국의 황제가 되었다. 이는 여자는 황제에 앉힐 수 없다는 제국의 법전(고대 프랑크 왕국에서 유래한 살리카 법)과 의회의 규칙에 따른 것이었다. 그러나 실권은 황후이자 독일의 왕비이며 오스트리아의 여대공인 마리아 테레지아에게 있었다. 명목상의 황제였지만 프란츠는 경제와 과학 진흥에서 많은 업적을 세워 왕위 계승 전쟁 당시 피폐한 오스트리아가 국채 발행을 할 때 그 보증인이 될 정도로 막대한 재산을 남겼으며 쉔브룬 궁전 안에 식물원과 동물원을 만들어 곤충이나 광물을 분류한 콜렉션을 만들었다. 또한 자녀들에게도 좋은 가장으로의 이미지를 남겼다. 다만 아이들의 응석이나 받아줄 정도로 교육에는 열의가 없어 자녀 교육은 마리아가 전담해야 했다. 이후 1765년 8월 18일 차남 레오폴트의 결혼을 축하하기 위해 인스브루크로 가서 카를로 골도니의 희극과 발레를 구경한 후 귀국뒤 저녁에 갑작스럽게 병에 걸려 아내인 마리아 테레지아를 남기고 서거하고 만다. 프란츠의 서거후 많은 사람들은 관대하고 따뜻한 인품을 지녔던 그의 죽음을 안타까워했다고 하며 황후 마리아는 남편의 죽음을 크게 슬퍼하여 쇤브룬 궁전의 한구석에 칠흑의 옻나무 방을 마련했고 본인 또한 죽을 때까지 상복을 입었다.

## 자녀
| 사진 | 이름                                   | 생일            | 사망                   | 기타 |
| ---- | -------------------------------------- | --------------- | ---------------------- | --- |
|      | 마리아 엘리자베트                      | 1737년 2월 5일  | 1740년 6월 6일(3세)    | 요절 |
|      | 마리아 안나                            | 1738년 10월 6일 | 1789년 11월 19일(51세) | 수녀가 됨 |
|      | 마리아 카롤리나                        | 1740년 1월 12일 | 1741년 1월 25일(1세)   | 요절 |
|      | 요제프 2세                             | 1741년 3월 13일 | 1790년 2월 20일(48세)  | 신성 로마 제국 황제 이사벨라 디 파르마 공녀와 결혼, 슬하 2녀(요절) 마리아 요제파 폰 바이에른 공녀와 재혼, 자녀 없음 |
|      | 마리아 크리스티나                      | 1742년 5월 13일 | 1798년 6월 24일(56세)  | 알베르트 카지미어 폰 테셴 공작과 결혼, 슬하 1녀(요절)                                                               |
|      | 마리아 엘리자베트                      | 1743년 8월 13일 | 1808년 9월 22일(65세)  | 미혼 |
|      | 카를 요제프                            | 1745년 2월 1일  | 1761년 1월 18일(15세)  | 천연두로 요절 |
|      | 마리아 아말리아                        | 1746년 2월 26일 | 1804년 6월 18일(58세)  | 페르마의 페르디난도 1세과 결혼, 슬하 3남 6녀                                                                        |
|      | 레오폴트 2세                           | 1747년 5월 5일  | 1792년 3월 1일(44세)   | 신성 로마 제국 황제 스페인 공주 마리아 루도비카 폰 슈파니엔과 결혼, 슬하 12남 4녀                                   |
|      | 마리아 카롤리나                        | 1748년 9월 17일 | 1748년 9월 17일        | 요절 |
|      | 마리아 요한나 가브리엘라               | 1750년 2월 4일  | 1762년 12월 23일(12세) | 천연두로 요절, 미혼                                                                                                 |
|      | 마리아 요제파                          | 1751년 3월 19일 | 1767년 10월 15일(16세) | 천연두로 요절, 양시칠리아 페르디난도 1세와 결혼 전 사망                                                             |
|      | 마리아 카롤리나                        | 1752년 8월 13일 | 1814년 9월 8일(62세)   | 양시칠리아 페르디난도 1세 왕비, 7남 11녀                                                                            |
|      | 페르디난트                             | 1754년 6월 1일  | 1806년 12월 24일(52세) | 외스터라이히에스테 대공 마리아 베아트리스 데스테와 결혼, 5남 5녀                                                    |
|      | 마리아 안토니아 훗날의 마리 앙투아네트 | 1755년 11월 2일 | 1793년 10월 16일(37세) | 프랑스 왕국 루이 16세와 결혼, 2남 2녀 프랑스 혁명으로 처형                                                          |
|      | 막시밀리안 프란츠                      | 1756년 12월 8일 | 1801년 7월 26일(44세)  | 쾰른 선제후 겸 대주교, 미혼                                                                                         |

## 기타
마리아 테레지아 사이에서 총 16명의 자식을 낳을 정도로 금슬이 좋았다고 하지만 바람기가 심했다.